# Desmoncus cirrhiferus
Desmoncus cirrhiferus är en enhjärtbladig växtart som beskrevs av Alwyn Howard Gentry och Elsa Matilde Zardini. Desmoncus cirrhiferus ingår i släktet Desmoncus och familjen Arecaceae. Inga underarter finns listade i Catalogue of Life.